# 洪瑞业
洪瑞業，藝名瑞業，馬來西亞華語流行音樂作詞人，填写超過500首作品。 2000年以《想见你》获得娱协奖国际组“原创歌曲奖”，2010年以《你不知道的事》入围金馬獎最佳原創電影歌曲。

## 填詞作品
- 勇氣
- 愛笑的眼睛
- 你不知道的事（電影《戀愛通告》主題曲）
- 想見你
- 別人都說我們會分開
- 話題
- 回到一個人
- 沒你的日子
- 愛無所不在
- 戀愛
- 太空漫步的人
- 私人空間
- 天使
- 地下鐵音樂人
- 想愛
- 我等你
- GOGO 旺得福
- 离别，怎么写（电影《真爱好妈》主题曲）

## 外部連結
- 洪瑞业的新浪微博